# آرامگاه خواهر امام
بقعه خواهر امام رشت منسوب است به «فاطمه اخری» دختر موسی کاظم و خواهر رضا. 
این آرامگاه در گذشته معروف به «امامزاده لاله شوی» بود و ظهیرالدین مرعشی در کتاب «تاریخ گیلان و دیلمستان» که در اواخر قرن ۹ هجری نوشته شده، از این بقعه با همین نام یاد کرده‌است. ظاهراً علت این نامگذاری مربوط به نحوه کشف این مزار بوده‌است.
سپس در دوره ناصری در سال ۱۲۸۲ ه. ق، ملا حسنعلی حسنی در ایام حکومت قاسم خان والی بنای بقعه بزرگی را در این مکان با صحن و ایوان و مسجد و سرداب آغاز کرد که پس از مرگ او به پایان رسید و تصویر آن در کتاب‌های جهانگردان و اروپایی‌ها به چاپ رسیده‌است.
حاجی ملا رفیع شریعتمدار (مجتهد و متمول تراز اول گیلان در عهد ناصری) در آخرین سال حیات خود یعنی در ۱۲۹۲ ه. ق برای این بقعه سردری ساخت که هنوز پابرجاست.
این بقعه در دوره قاجار محل بست نشینی مقصرین بوده و در دوره مشروطه محل تحصن و تظاهرات مردم به شمار می‌آمده‌است.
در حال حاضر این بقعه نیمه بازسازی شده‌است و در محله مال‌فروشان واقع است.